# Penicillin

Penicillin. Den centrala kvadratiska strukturen med kväve (N) och dubbelbundet syre (O) kallas betalaktamringen och är gemensam för alla typer av betalaktamantibiotika

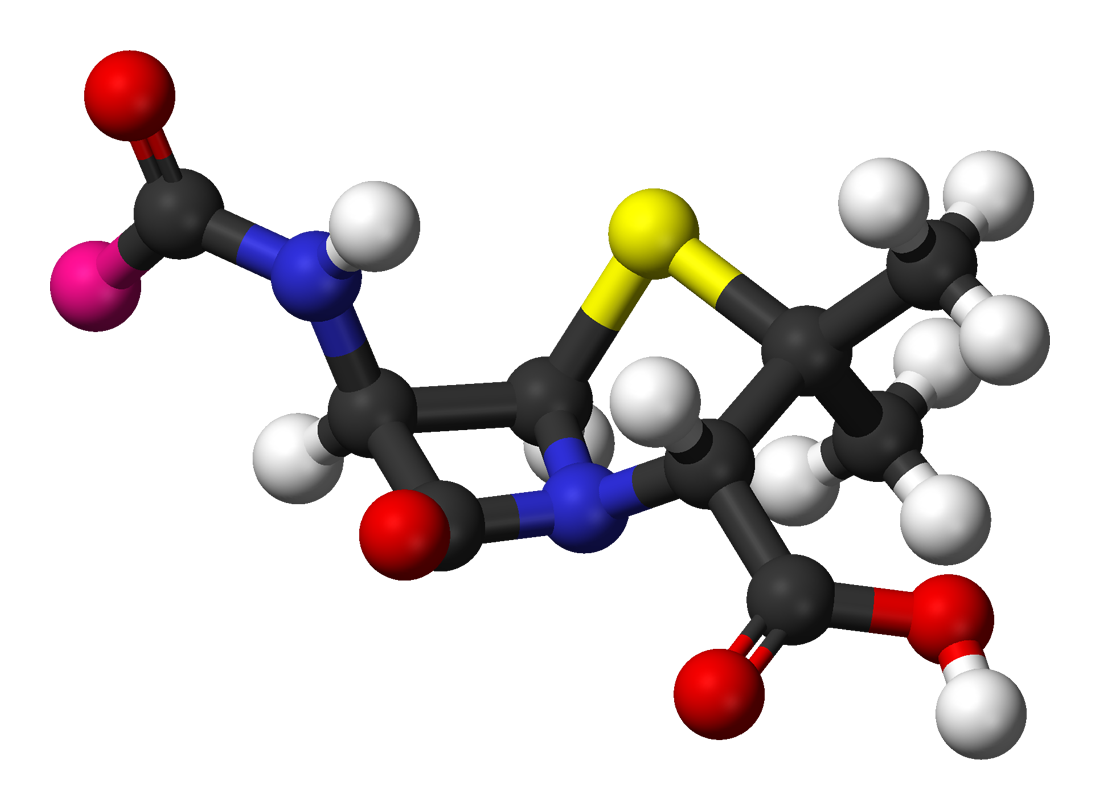
Molekylmodell av den centrala strukturen.

Penicillin (ibland förkortat pc, PCN eller pen) är en grupp av antibiotika härledd från mögelsläktet Penicillium. Penicillinantibiotika är historiskt viktiga eftersom de är de första läkemedlen som var effektiva mot många tidigare allvarliga sjukdomar såsom syfilis och stafylokockinfektioner. Trots att många typer av bakterier har utvecklat antibiotikaresistens är användandet av penicilliner fortfarande mycket utbrett. Alla penicilliner är beta-laktamantibiotika och används vid behandling av bakteriella infektioner orsakade av känsliga, vanligtvis grampositiva bakterier.
Begreppet "penicillin" kan även hänvisa till blandningen av substanser som är naturligt, och organiskt, producerade.

## Verkningsmekanism
Penicilliner är en sorts antibakteriella läkemedel som ingår i gruppen betalaktamer. Gemensamt för alla betalaktamantibiotika är den verksamma delen, betalaktamringen. Genom att denna binder till penicillinbindande proteiner (PBP, från engelska penicillin-binding proteins), förhindras bildningen av tvärbindningar mellan peptidoglykaner i bakteriens cellvägg. Därtill aktiveras troligen autolytiska enzymsystem som degraderar cellväggen. Resultatet blir att bakterien dör.
Vissa penicilliner kan tas oralt (i tablettform eller som mixtur), medan andra degraderas av magsyra och därför måste ges intravenöst (direkt i blodet).

## Penicillintyper
De olika penicillinpreparaten marknadsförs som tabletter eller kapslar, som flytande mixtur, eller som intravenösa beredningar. Det förekommer även i vissa länder som krämer mot infektioner i hud och ögon.
Olika typer av penicilliner kan användas för behandling av infektionstillstånd orsakade av olika bakterier.

### Penicilliner för behandling av infektioner i luft- och urinvägar
Penicillin V har effekt huvudsakligen mot grampositiva bakterier och används mot olika luftvägsinfektioner som öroninflammation, bihåleinflammation och lunginflammation vilka oftast orsakas av Streptococcus pneumoniae. Medlet är också effektivt vid halsfluss, en infektion som oftast orsakas av en annan sorts streptokock, Streptococcus pyogenes.
Preparat som ampicillin, amoxicillin och bakampicillin har ett något bredare antibakteriellt spektrum jämfört med penicillin V; bland annat är som regel den gramnegativa bakterien Haemophilus influenzae, en relativt vanlig orsak till luftvägsinfektioner, känslig. I kombination med betalaktamashämmaren klavulansyra är amoxicillin även verksamt mot Staphylococcus aureus (dock ej MRSA) och flera gramnegativa tarmbakterier, som E. coli.
Pivmecillinam används för behandling av urinvägsinfektioner orsakade av gramnegativa bakterier och den grampositiva bakterien Staphylococcus saprophyticus, men saknar för övrigt effekt mot de flesta grampositiva bakterier.

### Penicilliner för behandling av infektionstillstånd som kräver sjukhusvård
Penicillin G (benämns också bensylpenicillin) finns bara tillgängligt för intravenös behandling, och används på sjukhus oftast vid behandling av svårare lunginflammationer eller mjukdelsinfektioner orsakade av streptokocker. Antibakteriellt spektrum är ungefär som för penicillin V, även om bakterierna många gånger är betydligt känsligare för penicillin G.
En annan penicillintyp avsedd för intravenös behandling på sjukhus är piperacillin, som är nära besläktad med penicillin G, men som i kombination med betalaktamashämmaren tazobaktam har ett mycket brett antibakteriellt spektrum som omfattar flera typer av såväl aeroba som anaeroba grampositiva och gramnegativa bakterier, inklusive flera stammar av Pseudomonas aeruginosa. Detta medför att piperacillin-tazobaktam kan användas för behandling av flera svåra infektioner.

### Penicilliner för behandling av stafylokockinfektioner
En särskild typ av penicillinberedningar utgör de så kallade isoxazolylpenicillinerna, där grundsubstansen benämns meticillin, som dock inte längre används kliniskt. Medlen har ungefär samma antibakteriella spektrum som penicillin V, men med den skillnaden att de är relativt stabila mot en viss typ av bakteriellt beta-laktamas, främst det som bildas av Staphylococcus aureus. Sådana beta-laktamaser bryter ner övriga penicilliner och gör dessa ineffektiva som medel mot stafylokocker. Isoxapenicilliner, flukloxacillin, kloxacillin och dikloxacillin är däremot användbara för behandling av olika stafylokockinfektioner. Se också nedan under penicillinresistens.

## Penicillinresistens
Ett växande problem idag är en ökande penicillinresistens hos många bakteriestammar, vilket på sikt utgör ett hot mot möjligheten att behandla bakteriella infektionssjukdomar. Penicillinresistens beror ofta på förekomst av en plasmid som innehåller genen för beta-laktamasproduktion, vilken får bakterien att producera ett protein som snabbt bryter ner de flesta typer av penicillin med undantag av isoxapenicilliner. Plasmider har förmågan att överföras mellan bakterier, vilket ytterligare ökar bakteriens möjlighet att erhålla penicillinresistens. Denna typ av resistens förekommer bland annat hos stafylokocker, Haemophilus influenzae och Escherichia coli.
Stafylokocker kan bli resistenta även mot isoxazolylpenicilliner genom mutation i en gen som kodar för en av de penicillinbindande proteinerna i cellmembranet. Penicillinet kan då inte längre binda till sin målmolekyl och blir därmed verkningslöst. Genom denna mekanism uppstår så kallade meticillinresistenta Staphylococcus aureus (MRSA). Mot MRSA är samtliga betalaktamantibiotika, det vill säga penicilliner, cefalosporiner och karbapenemer, overksamma.

## Överdos
En överdosering av penicillin innebär symptom som illamående, kräkningar, diarré och i värre fall attacker liknande epileptiska anfall. Penicillin kan tas bort från blodet med dialys.

## Historia

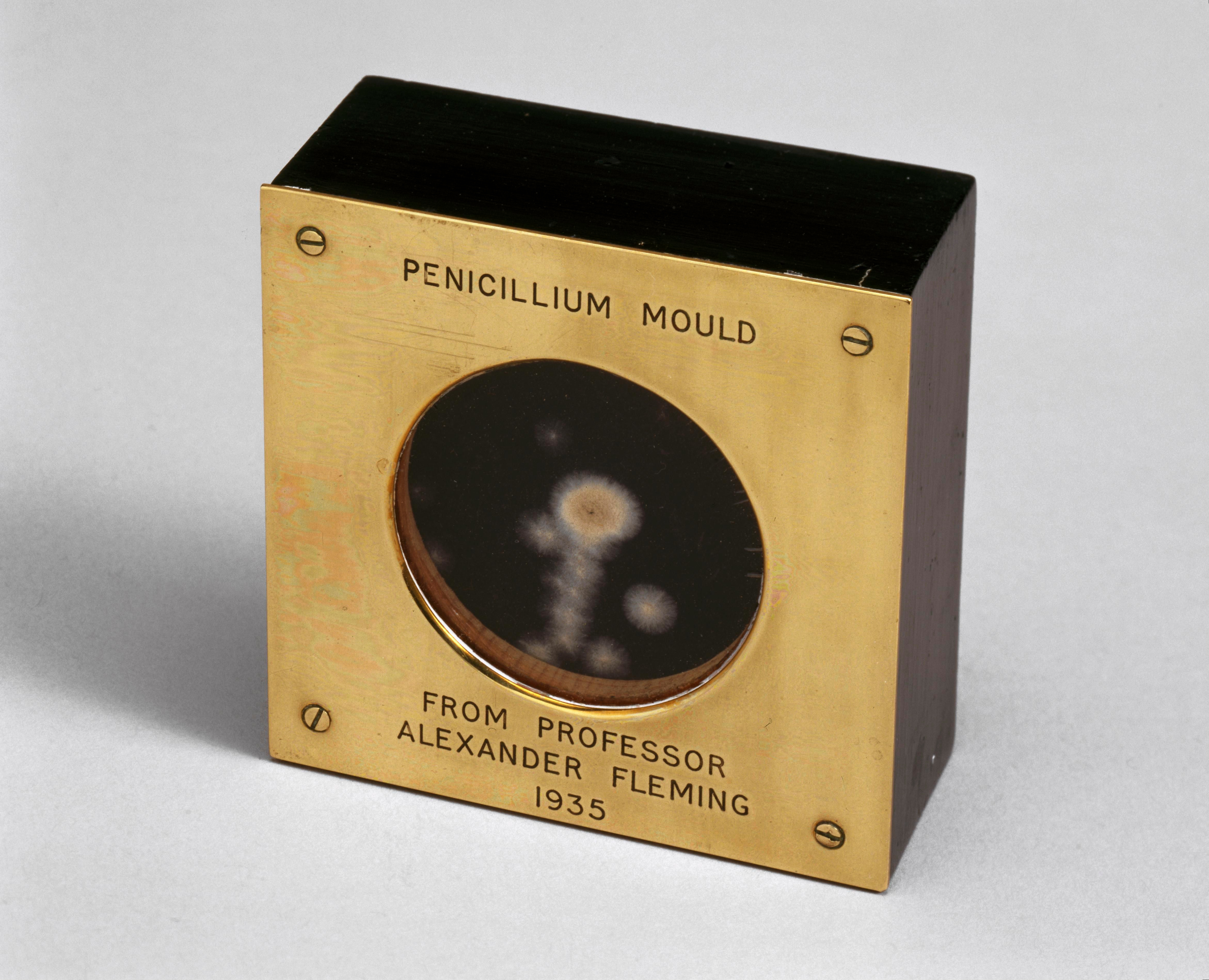
Ett prov på penicillinmögel som Alexander Fleming skickade till Douglas Macleod år 1935.

Egyptierna använde mögel från bröd eller gröt som antibiotika redan för tusentals år sedan. I den svenska bondepraktikan finns grötomslag angivet och om ett sådant fick vara på en längre tid började det att mögla. Eftersom egyptierna kände till möglets egenskaper kan man nästan förutsätta att den kunskapen även fanns hos grekerna.
År 1928 upptäckte Alexander Fleming att mögelsvampen Penicillium notatum alstrade ett bakteriedödande ämne. Han kallade det penicillin. År 1939 började Ernst Boris Chain och Howard Walter Florey försök att framställa större mängder penicillin ur buljongkulturer. Dess bakteriedödande effekt bekräftades i stora kliniska försök 1942. Massproduktion kom snart igång i USA och räddade tiotusentals allierade soldaters liv under andra världskriget. Den första behandlingen med penicillin i Sverige ägde rum på Sabbatsbergs sjukhus 1944.